# Fredrik Winsnes
Fredrik Guttormsen Lærum Winsnes, född 28 december 1975 i Trondheim, är en norsk före detta fotbollsspelare (mittfältare).
Under sin karriär spelade han främst för Rosenborg BK i Tippeligaen. Under 2002 var han utlånad till Hammarby IF. Han spelade även 19 landskamper för Norges landslag.

## Meriter
Rosenborg
- Tippeligaen (8): 1997, 1998, 1999, 2000, 2001, 2003, 2004, 2010

- Norska mästerskapet i fotboll (2): 1999, 2003